# 图尼纳
图尼纳是距墨尔本中央商务区西南方向21公里的一个郊区。它的当地政府地区是云登市和梅尔顿郡。在2011年的人口普查中，图尼纳的人口有9,138人。